# 박시원 (2006년)
박시원(2006년 4월 12일 ~ )은 KBO 리그 LG 트윈스의 투수이다.

## LG 트윈스시절
2025년에 입단하였다. 2025년 7월 2일 NC 다이노스와의 경기에 구원 등판하며 데뷔 첫 경기를 치렀고, 경기에서 1이닝 무피안타 2사사구 무실점을 기록했다.

## 출신 학교
- 송수초등학교
- 센텀중학교
- 경남고등학교